# Apple Park
Apple Park là trụ sở của tập đoàn Apple ở Cupertino, California, Hoa Kỳ. Được xây dựng và hoàn thành vào cuối quý 1 năm 2017, bắt đầu vận hành vào tháng 4 năm 2017.  Ngày 07 tháng 6 năm 2011, CEO Apple lúc đó là Steve Jobs trình bày chi tiết cho Hội đồng thành phố Cupertino về thiết kế kiến trúc của tòa nhà mới và các vùng lân cận. Nó có hình tròn, giống với ý tưởng một tàu vũ trụ dạng đĩa bay cổ điển vừa hạ cánh. Nằm trên khu vực ngoại thành với diện tích tổng cộng 176 mẫu Anh (71 ha) và được thiết kế để là văn phòng làm việc cho lên đến 13.000 nhân viên, tại một trung tâm xây dựng hình tròn với bốn tầng diện tích khoảng 2.800.000 feet vuông (260.000 mét vuông). Steve Jobs muốn toàn bộ khuôn viên trông ít giống một khu văn phòng mà giống một nơi trú ẩn thiên nhiên nhiều hơn. 80% của mặt bằng sẽ là không gian xanh để trồng cây và thảm thực vật bản địa.